# Liga ACB 2012-13
La temporada 2012/13 de la Liga ACB fue la trigésima temporada de la liga española de baloncesto. Se inició el 29 de septiembre de 2012 y acabó el 19 de mayo de 2013. Los playoffs empezaron el 23 de mayo y acabaron el 19 de junio dando el título al Real Madrid quien ganó al Barcelona Regal en los playoffs 3-2.

## Equipos
| Pos | Ascendidos a Liga ACB |
| --- | --------------------- |
| 1º  | Iberostar Canarias    |
| 2º  | Menorca Bàsquet       |

| Pos | Descendidos a LEB Oro       |
| --- | --------------------------- |
| 8º  | CB Lucentum Alicante        |
| 17º | Asefa Estudiantes           |
| 18º | Blancos de Rueda Valladolid |

El CB Estudiantes y el CB Valladolid, que descendieron al ser los dos peores equipos de la temporada anterior, consiguieron mantenerse gracias a la renuncia a su plaza del Menorca Bàsquet y el CB Canarias por motivos económicos. Posteriormente, debido al peligro de quiebra económica, el CB Lucentum Alicante vendió su plaza a la ACB, quien se la asignó al CB Canarias, por lo que este último finalmente fue inscrito en la competición.

## Datos de los clubes
| Equipo                                     | Entrenador          | Ciudad                     | Pabellón                         | Aforo  | Marca          |
| ------------------------------------------ | ------------------- | -------------------------- | -------------------------------- | ------ | -------------- |
| Asefa Estudiantes                          | Txus Vidorreta      | Madrid                     | Palacio de Deportes / Vistalegre | 15.000 | Joma           |
| Bilbao Basket                              | Fotis Katsikaris    | Bilbao                     | Bilbao Arena                     | 10.000 | KON            |
| Blancos de Rueda Valladolid                | Roberto González    | Valladolid                 | Polideportivo Pisuerga           | 6.800  | Luanvi         |
| Blusens Monbus                             | Moncho Fernández    | Santiago de Compostela     | Multiusos Fontes do Sar          | 6.000  | Mercury        |
| CAI Zaragoza                               | José Luis Abós      | Zaragoza                   | Pabellón Príncipe Felipe         | 11.000 | Mercury        |
| Cajasol                                    | Aíto García Reneses | Sevilla                    | Palacio de Deportes San Pablo    | 7.626  | Hummel         |
| CB Canarias                                | Alejandro Martínez  | San Cristóbal de La Laguna | Santiago Martín                  | 5.000  | PI 3 14        |
| FIATC Joventut                             | Salva Maldonado     | Badalona                   | Pabellón Olímpico de Badalona    | 12.500 | Spalding       |
| Herbalife Gran Canaria                     | Pedro Martínez      | Las Palmas de Gran Canaria | Centro Insular de Deportes       | 5.200  | AND 1          |
| Laboral Kutxa                              | Žan Tabak           | Vitoria                    | Fernando Buesa Arena             | 15.504 | Royal / Hummel |
| La Bruixa d'Or                             | Jaume Ponsarnau     | Manresa                    | Nou Congost                      | 5.000  | Joma           |
| Lagun Aro GBC                              | Sito Alonso         | San Sebastián              | San Sebastián Arena 2016         | 11.000 | Luanvi         |
| Mad-Croc Fuenlabrada                       | Trifón Poch         | Fuenlabrada                | Pabellón Fernando Martín         | 5.300  | Royal          |
| Real Madrid                                | Pablo Laso          | Madrid                     | Palacio de Deportes              | 15.000 | Adidas         |
| F. C. Barcelona Regal                      | Xavier Pascual      | Barcelona                  | Palau Blaugrana                  | 8.000  | Nike           |
| UCAM Murcia                                | Óscar Quintana      | Murcia                     | Palacio de Deportes de Murcia    | 7.454  | Hummel         |
| Unicaja                                    | Jasmin Repeša       | Málaga                     | José María Martín Carpena        | 13.000 | Hummel         |
| Valencia Basket                            | Velimir Perasović   | Valencia                   | Pabellón Fuente de San Luis      | 9.000  | Luanvi         |
| Datos actualizados a: 29 de abril de 2013. |                     |                            |                                  |        |                |

### Cambios de entrenadores
| Jda. | Club                 | Entrenador saliente | Fecha del cese          | Reemplazado por |
| ---- | -------------------- | ------------------- | ----------------------- | --------------- |
| 7    | Mad-Croc Fuenlabrada | Porfirio Fisac      | 13 de noviembre de 2012 | Trifón Poch     |
| 8    | Laboral Kutxa        | Duško Ivanović      | 20 de noviembre de 2012 | Žan Tabak       |

### Equipos por comunidades autónomas
| Comunidad autónoma   | N.º | Equipos                                                |
| -------------------- | --- | ------------------------------------------------------ |
| Cataluña             | 3   | FIATC Joventut, La Bruixa d'Or y F. C. Barcelona Regal |
| Comunidad de Madrid  | 3   | Asefa Estudiantes, Mad-Croc Fuenlabrada y Real Madrid  |
| País Vasco           | 3   | Laboral Kutxa, Bilbao Basket y Lagun Aro GBC           |
| Andalucía            | 2   | Cajasol y Unicaja                                      |
| Canarias             | 2   | CB Canarias y Herbalife Gran Canaria                   |
| Aragón               | 1   | CAI Zaragoza                                           |
| Castilla y León      | 1   | Blancos de Rueda Valladolid                            |
| Comunidad Valenciana | 1   | Valencia Basket                                        |
| Galicia              | 1   | Blusens Monbus                                         |
| Región de Murcia     | 1   | UCAM Murcia                                            |

## Detalles de la competición liguera

### Clasificación de la liga regular
- En negrita los equipos clasificados para el Play-Off por el título.

| Pos. | Equipo                      | P.J. | P.G. | P.P. | P.F. | P.C. | Dif. |
| ---- | --------------------------- | ---- | ---- | ---- | ---- | ---- | ---- |
| 1    | Real Madrid                 | 34   | 30   | 4    | 2985 | 2563 | 422  |
| 2    | Laboral Kutxa               | 34   | 25   | 9    | 2815 | 2695 | 120  |
| 3    | F.C. Barcelona Regal        | 34   | 23   | 11   | 2693 | 2436 | 257  |
| 4    | Valencia Basket             | 34   | 22   | 12   | 2764 | 2579 | 185  |
| 5    | CAI Zaragoza                | 34   | 21   | 13   | 2692 | 2460 | 232  |
| 6    | Uxue Bilbao Basket          | 34   | 19   | 15   | 2762 | 2665 | 97   |
| 7    | Herbalife Gran Canaria      | 34   | 19   | 15   | 2491 | 2416 | 75   |
| 8    | Blusens Monbus              | 34   | 18   | 16   | 2556 | 2507 | 49   |
| 9    | Unicaja Málaga              | 34   | 18   | 16   | 2481 | 2475 | 6    |
| 10   | CB Canarias                 | 34   | 17   | 17   | 2746 | 2806 | -60  |
| 11   | FIATC Joventut              | 34   | 16   | 18   | 2653 | 2738 | -85  |
| 12   | Asefa Estudiantes           | 34   | 15   | 19   | 2712 | 2704 | 8    |
| 13   | UCAM Murcia CB              | 34   | 13   | 21   | 2691 | 2888 | -197 |
| 14   | Mad-Croc Fuenlabrada        | 34   | 12   | 22   | 2530 | 2695 | -165 |
| 15   | Cajasol Sevilla             | 34   | 12   | 22   | 2448 | 2606 | -158 |
| 16   | Blancos de Rueda Valladolid | 34   | 12   | 22   | 2644 | 2838 | -194 |
| 17   | Lagun Aro GBC               | 34   | 8    | 26   | 2492 | 2750 | -258 |
| 18   | La Bruixa d'Or              | 34   | 6    | 28   | 2574 | 2908 | -334 |

|  | Campeón, clasificado para la Euroliga |
|  | Clasificados para Euroliga            |
|  | Clasificados para la Eurocup          |
|  | Descienden a Liga LEB                 |

## Playoffpor el título
|  | Cuartos de final | Cuartos de final       | Cuartos de final | Cuartos de final      | Cuartos de final |    |             | Semifinales            | Semifinales | Semifinales | Semifinales | Semifinales | Semifinales | Semifinales |  |   | Final       | Final | Final | Final | Final | Final | Final |  |
|  |                  |                        |                  |                       |                  |    |             |                        |             |             |             |             |             |             |  |   |             |       |       |       |       |       |       |  |
|  |                  |                        |                  |                       |                  |    |             |                        |             |             |             |             |             |             |  |   |             |       |       |       |       |       |       |  |
|  | 1                | Real Madrid            | 90               | 74                    |                  |    |             |                        |             |             |             |             |             |             |  |   |             |       |       |       |       |       |       |  |
|  | 1                | Real Madrid            | 90               | 74                    |                  |    |             |                        |             |             |             |             |             |             |  |   |             |       |       |       |       |       |       |  |
|  | 8                | Blusens Monbus         | 75               | 58                    |                  |    |             |                        |             |             |             |             |             |             |  |   |             |       |       |       |       |       |       |  |
|  | 8                | Blusens Monbus         | 75               | 58                    |                  | 1  | Real Madrid | 84                     | 93          | 77          |             |             |             |             |  |   |             |       |       |       |       |       |       |  |
|  |                  |                        |                  |                       |                  | 1  | Real Madrid | 84                     | 93          | 77          |             |             |             |             |  |   |             |       |       |       |       |       |       |  |
|  |                  |                        | 5                | CAI Zaragoza          | 76               | 65 | 63          |                        |             |             |             |             |             |             |  |   |             |       |       |       |       |       |       |  |
|  | 4                | Valencia Basket        | 5                | CAI Zaragoza          | 76               | 65 | 63          | 80                     | 120         | 77          |             |             |             |             |  |   |             |       |       |       |       |       |       |  |
|  | 4                | Valencia Basket        |                  |                       |                  |    |             |                        |             |             |             |             |             |             |  |   |             |       |       |       |       |       |       |  |
|  | 5                | CAI Zaragoza           | 42               | 122                   | 83               |    |             |                        |             |             |             |             |             |             |  |   |             |       |       |       |       |       |       |  |
|  | 5                | CAI Zaragoza           | 42               | 122                   | 83               |    |             |                        |             |             |             |             |             |             |  | 1 | Real Madrid | 76    | 71    | 84    | 62    | 79    |       |  |
|  |                  |                        |                  |                       |                  |    |             |                        |             |             |             |             |             |             |  | 1 | Real Madrid | 76    | 71    | 84    | 62    | 79    |       |  |
|  |                  |                        | 3                | F. C. Barcelona Regal | 72               | 72 | 72          | 73                     | 71          |             |             |             |             |             |  |   |             |       |       |       |       |       |       |  |
|  | 2                | Laboral Kutxa          | 3                | F. C. Barcelona Regal | 72               | 72 | 72          | 73                     | 71          | 57          | 78          | 66          |             |             |  |   |             |       |       |       |       |       |       |  |
|  | 2                | Laboral Kutxa          |                  |                       |                  |    |             |                        |             |             |             | 66          |             |             |  |   |             |       |       |       |       |       |       |  |
|  | 7                | Herbalife Gran Canaria | 56               | 83                    | 72               |    |             |                        |             |             |             |             |             |             |  |   |             |       |       |       |       |       |       |  |
|  | 7                | Herbalife Gran Canaria | 56               | 83                    | 72               |    | 7           | Herbalife Gran Canaria | 63          | 73          | 62          |             |             |             |  |   |             |       |       |       |       |       |       |  |
|  |                  |                        |                  |                       |                  |    | 7           | Herbalife Gran Canaria | 63          | 73          | 62          |             |             |             |  |   |             |       |       |       |       |       |       |  |
|  |                  |                        | 3                | F.C. Barcelona Regal  | 69               | 77 | 84          |                        |             |             |             |             |             |             |  |   |             |       |       |       |       |       |       |  |
|  | 3                | F.C. Barcelona Regal   | 3                | F.C. Barcelona Regal  | 69               | 77 | 84          | 88                     | 89          | 79          |             |             |             |             |  |   |             |       |       |       |       |       |       |  |
|  | 3                | F.C. Barcelona Regal   |                  |                       |                  |    |             |                        |             |             |             |             |             |             |  |   |             |       |       |       |       |       |       |  |
|  | 6                | Bilbao Basket          | 62               | 90                    | 70               |    |             |                        |             |             |             |             |             |             |  |   |             |       |       |       |       |       |       |  |
|  | 6                | Bilbao Basket          | 62               | 90                    | 70               |    |             |                        |             |             |             |             |             |             |  |   |             |       |       |       |       |       |       |  |
|  |                  |                        |                  |                       |                  |    |             |                        |             |             |             |             |             |             |  |   |             |       |       |       |       |       |       |  |

| Campeón de la Liga ACB 2012-13 |
| ------------------------------ |
| Real Madrid 31º título         |

## Nominaciones

### Quinteto ideal de la temporada
| Posición  | Jugador          | Equipo                |
| --------- | ---------------- | --------------------- |
| Base      | Sergio Rodríguez | Real Madrid           |
| Escolta   | «Rudy» Fernández | Real Madrid           |
| Alero     | Andrés Nocioni   | Laboral Kutxa         |
| Ala-Pívot | Nikola Mirotić   | Real Madrid           |
| Pívot     | Ante Tomić       | F. C. Barcelona Regal |

|  | MVP de la temporada |

### Quinteto ideal de los play-off
| Posición | Jugador              | Equipo                |
| -------- | -------------------- | --------------------- |
| Base     | Šarūnas Jasikevičius | F. C. Barcelona Regal |
| Escolta  | Sergio Llull         | Real Madrid           |
| Alero    | Rudy Fernández       | Real Madrid           |
| Pívot    | Felipe Reyes         | Real Madrid           |
| Pívot    | Ante Tomić           | F. C. Barcelona Regal |

|  | MVP de la final |

### Jugador revelación de la temporada
| Posición | Jugador     | Equipo         |
| -------- | ----------- | -------------- |
| Pívot    | Salah Mejri | Blusens Monbus |

### Mejor entrenador
| Entrenador | Equipo                 |
| ---------- | ---------------------- |
| Pablo Laso | Real Madrid Baloncesto |

### Mejor afición Bifrutas
| Equipo         |
| -------------- |
| Blusens Monbus |

### Jugador de la jornada

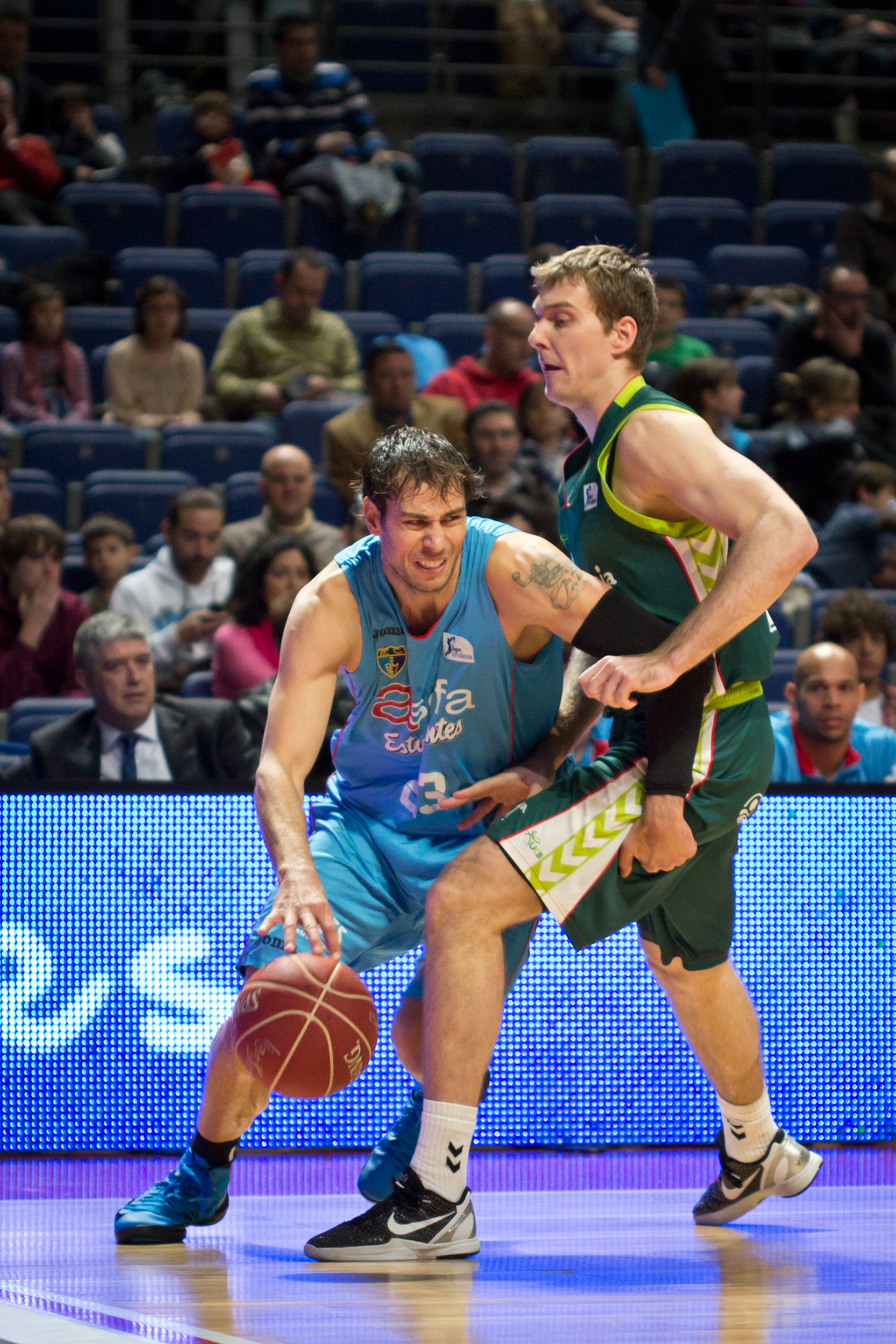
Carl English, jugador de la jornada en varias ocasiones durante la temporada, tratando de superar la defensa de Zoran Dragić durante un partido en febrero.

| Jornada | Jugador                | Equipo                      | Valoración |
| ------- | ---------------------- | --------------------------- | ---------- |
| 1       | «Manny» Quezada        | FIATC Joventut              | 31         |
| 1       | Nedžad Sinanović       | Blancos de Rueda Valladolid | 31         |
| 2       | Nikola Mirotić         | Real Madrid                 | 46         |
| 3       | Carl English           | Asefa Estudiantes           | 37         |
| 4       | Levon Kendall          | Blusens Monbus              | 30         |
| 5       | Leo Mainoldi           | Mad Croc Fuenlabrada        | 32         |
| 6       | Othello Hunter         | Blancos de Rueda Valladolid | 31         |
| 7       | Andrés Nocioni         | Laboral Kutxa               | 26         |
| 8       | Ryan Toolson           | Herbalife Gran Canaria      | 33         |
| 9       | Carl English (2)       | Asefa Estudiantes           | 33         |
| 9       | Marcelinho Huertas     | F. C. Barcelona Regal       | 33         |
| 10      | Carl English (3)       | Asefa Estudiantes           | 43         |
| 11      | Spencer Nelson         | Herbalife Gran Canaria      | 35         |
| 12      | Spencer Nelson (2)     | Herbalife Gran Canaria      | 28         |
| 13      | Lamont Hamilton        | Bilbao Basket               | 32         |
| 14      | Eulis Báez             | Herbalife Gran Canaria      | 31         |
| 14      | José Ángel Antelo      | UCAM Murcia                 | 31         |
| 15      | Juan Carlos Navarro    | FC Barcelona Regal          | 44         |
| 16      | Bojan Dubljević        | Valencia Basket             | 37         |
| 17      | «Nacho» Martín         | Blancos de Rueda Valladolid | 30         |
| 18      | James Feldeine         | Mad Croc Fuenlabrada        | 41         |
| 19      | Carl English (4)       | Asefa Estudiantes           | 41         |
| 20      | Morris Finley          | Lagun Aro GBC               | 32         |
| 21      | Nikola Mirotić (2)     | Real Madrid                 | 34         |
| 22      | Troy DeVries           | La Bruixa d'Or              | 35         |
| 23      | Tony Gaffney           | FIATC Joventut              | 29         |
| 23      | Kim Tillie             | UCAM Murcia                 | 29         |
| 24      | Marcelinho Huertas (2) | F. C. Barcelona Regal       | 28         |
| 25      | Justin Doellman        | Valencia Basket             | 41         |
| 26      | «Rob» Kurz             | Mad Croc Fuenlabrada        | 29         |
| 26      | Salah Mejri            | Blusens Monbus              | 29         |
| 27      | Henk Norel             | CAI Zaragoza                | 34         |
| 27      | «Nacho» Martín (2)     | Blancos de Rueda Valladolid | 34         |
| 28      | Tomás Bellas           | Herbalife Gran Canaria      | 38         |
| 29      | Bojan Dubljević (2)    | Valencia Basket             | 37         |
| 30      | Nicolás Richotti       | CB Canarias                 | 32         |
| 31      | Adam Hanga             | La Bruixa d'Or              | 37         |
| 32      | Justin Doellman (2)    | Valencia Basket             | 32         |
| 33      | Marcus Lewis           | UCAM Murcia                 | 38         |
| 34      | Corey Fisher           | FIATC Joventut              | 30         |

### Jugador del mes
| Mes       | Jornadas | Jugador         | Equipo                      | Valoración |
| --------- | -------- | --------------- | --------------------------- | ---------- |
| Octubre   | 1-5      | Nikola Mirotić  | Real Madrid                 | 24,0       |
| Noviembre | 6-9      | Othello Hunter  | Blancos de Rueda Valladolid | 21,0       |
| Diciembre | 10-15    | Germán Gabriel  | Asefa Estudiantes           | 22,1       |
| Enero     | 16-19    | Carl English    | Asefa Estudiantes           | 22,0       |
| Febrero   | 20-22    | Ante Tomić      | F. C. Barcelona Regal       | 26,3       |
| Marzo     | 23-27    | «Nacho» Martín  | Blancos de Rueda Valladolid | 21,8       |
| Abril     | 28-31    | Albert Oliver   | FIATC Joventut              | 25,8       |
| Mayo      | 32-34    | Justin Doellman | Valencia Basket             | 23,0       |

### Entrenador del mes
| Mes       | Jornadas | Jugador            | Equipo                |
| --------- | -------- | ------------------ | --------------------- |
| Octubre   | 1-5      | Pablo Laso         | Real Madrid           |
| Noviembre | 6-9      | José Luis Abós     | CAI Zaragoza          |
| Diciembre | 10-15    | Žan Tabak          | Laboral Kutxa         |
| Enero     | 16-19    | Pablo Laso (2)     | Real Madrid           |
| Febrero   | 20-22    | Pablo Laso (3)     | Real Madrid           |
| Marzo     | 23-27    | Xavier Pascual     | F. C. Barcelona Regal |
| Abril     | 28-31    | Alejandro Martínez | CB Canarias           |
| Mayo      | 32-34    | Pablo Laso (4)     | Real Madrid           |